# Catherine Gore
Pour les articles homonymes, voir Gore.
Catherine Grace Frances Gore (1799 – 29 janvier 1861) est une romancière et dramaturge britannique du XIXe siècle. Elle fut l'une des autrices en vogue d'un genre littéraire consacré à la description des classes aisées de l'époque victorienne.

## Œuvres
Les œuvres de Catherine Gore sont en anglais ; l'une d'entre elles a toutefois été traduite en français en 1841 sous le titre Le courtisan sous Charles II, par Mme Gore ;

### Sur Paris
Elle est également l'autrice d'une nouvelle parue en 1841 intitulée Greville, or a Season in Paris  ; son œuvre Paris in 1841 (1842) servira par ailleurs de base, quinze années plus tard, à la rédaction d'un guide sur Paris sous le titre Paris and its environs : an illustrated handbook.

### En anglais
- The Broken Hearts (1823) ;
- Theresa Marchmont, or the Maid of Honour (1824) ;
- The Bond: A Dramatic Poem (1824) ;
- Richelieu, or the Broken Heart (1826) ;
- The Lettre de Cachet: A Tale (1827) ;
- The Reign of Terror: A Tale (1827) ;
- Hungarian Tales (1829) ;
- Romances of Real Life (1829) ;
- Women as They Are, or The Manners of The Day (1830) ;
- The Historical Traveller (1831) ;
- The School for Coquettes (1831) ;
- Pin Money: A Novel (1831) ;
- The Tuileries: A Tale (1831) ;
- Mothers and Daughters: A Tale of the Year 1830 (1831) ;
- The Opera: A Novel (1832) ;
- The Fair of Mayfair (1832) ;
- The Sketchbook of Fashion (1833) ;
- Polish Tales (1833) ;
- The Hamiltons, or the New Era (1834) ;
- The Maid of Crossey, King O'neil, and The Queen's Champion (1835) ;
- The Diary of a Désennuyée (1836)[7] ;
- Mrs. Armytage, or Female Domination (1836) ;
- Stokeshill Place, or The Man of Business (1837) ;
- The Rose Fancier's Manual (1838) ;
- Mary Raymond and Other Tales (1838) ;
- The Woman of the World (1838) ;
- The Cabinet Minister (1839) ;
- The Courtier of the Days of Charles II, with other Tales (1839) ;
- A Good Night's Rest (1839) ;
- Dacre of the South, or the Olden Time: A Drama (1840) ;
- The Dowager, or the New School for Scandal (1840) ;
- Preferment, or My Uncle the Earl (1840) ;
- The Abbey and Other Tales (1840) ;
- Cecil, or Adventures of a Coxcomb (1841)
- Cecil, A Peer (1841) ;
- The Man of Fortune and Other Tales (1842) ;
- The Ambassador's Wife (1842) ;
- The Moneylender (1843) ;
- Modern Chivalry, or a New Orlando Furiso (1843) ;
- The Banker's Wife, or Court and City (1843) ;
- Agathonia: A Romance (1844) ;
- Marrying for Money (in Omnibus of Modern Romance (1844) ;
- The Birthright and Other Tales (1844) ;
- Quid per Quo, or the Day of The Dupes, a Comedy (1844) ;
- The Popular Member: The Wheel of Fortune (1844) ;
- Self (1845) ;
- The Story of a Royal Favourite (1845) ;
- The Snowstorm: A Christmas Story (1845) ;
- Peers and Parvenus: A Novel (1846) ;
- New Year's Day: A Winter's Tale (1846) ;
- Men of Capital (1846) ;
- The Debutante, or The London Season (1846) ;
- Sketches of English Character (1846) ;
- Castles in The Air: A Novel (1847) ;
- Temptation and Atonement and Other Tales (1847) ;
- The Inundation, or Pardon and Peace: A Christmas Story (1847) ;
- The Diamond and the Pearl: A Novel (1849) ;
- Adventures in Borneo (1849) ;
- The Dean's Daughter, or The Days We Live In (1853) ;
- The Lost Son: A Winter's Tale (1854) ;
- Transmutation, or The Lord and the Lost (1854) ;
- Progress and Prejudice (1854) ;
- Mammon, or The Hardships of an Heiress (1855) ;
- A Life's Lessons: A Novel (1856) ;
- The Two Aristocracies: A Novel (1857) ;
- Heckington: A Novel (1858) ;